# Thalictrum wangii
Thalictrum wangii är en ranunkelväxtart som beskrevs av Joseph Robert Bernard Boivin. Thalictrum wangii ingår i släktet rutor, och familjen ranunkelväxter. Inga underarter finns listade i Catalogue of Life.